# Rondinella
Rondinella is een Italiaanse druivenvariëteit. De wetenschappelijke naam is Vitis vinifera Rondinella.

## Afstamming
De vroegste vermelding stamt uit 1882. Volgens DNA-analyses uit 2006 is deze variëteit waarschijnlijk ontstaan uit een natuurlijke kruising van Corvina Veronese met een onbekende variëteit.
Rondinella ligt genetisch dicht bij de variëteiten Oseleta, Corvina Veronese, Garganega, Dindarella en Pelara.

## Voorkomen
In 2016 werd de druif op 2684 hectares geteeld waarvan 2683 hectares in de Veneto regio in Noord-Italië. Meer bepaald in de wijnregio's van Valpolicella en Bardolino.
De overblijvende hectare was in Australië.

## Eigenschappen
De smaak van de druif is vrij neutraal maar de opbrengst per wijnstok is hoog. De wijnstok is zeer resistent tegen druivenziekten en produceert druiven die geen hoog suikergehalte hebben maar wel goed uitdrogen; nodig bij de productie van Recioto en Amarone.

## Wijnen
De druif wordt gebruikt als blend bij de volgende wijnen:
- Bardolino DOC
- Valpolicella DOC
- Valpolicella Classico DOC
- Amarone
- Recioto
- Garda Colli Mantovani rosso

Andere druiven die bij bovenstaande blend kunnen gebruikt worden zijn: Corvinone, Corvina Veronese en Molinara). Bij de Garda Colli Mantovani rosso zijn dit Merlot, Cabernet Franc en Cabernet Sauvignon.